# Шоршоров, Минас Хачатурович
Минас Хачатурович Шоршоров (25 октября 1922, Москва — 25 марта 2005) — физик, заслуженный деятель науки Российской Федерации, лауреат премии имени П. П. Аносова

## Биография
Родился 25 октября 1922 года в Москве.
С июля 1941 по январь 1942 годов находился в народном ополчении, с января 1942 по сентябрь 1946 года работал технологом в военной приёмке на заводе № 828 НКМВ (стрелковое вооружение).
В 1949 году окончил Московское высшее техническое училище имени Баумана.
В 1951—1953 годах — учёный секретарь Отделения электротермии АН СССР.
Умер в 2005 году. Похоронен на Армянском кладбище.

## Научные достижения
Автор работ в области сверхпластичности металлических материалов и волокнистых композиционных материалов с металлическими матрицами, которые были написаны в 1971 году и принесли ему известность.
Разработчик теоретических основ металловедения сварки стали и сплавов титана, их термопластического упрочнения, клинопрессовой сварки труб из разнородных металлов, плазменной наплавки разнородных металлов и сверхпластичности металлических материалов.
Автор 21 монографии, более 700 статей в российских и зарубежных журналах и 168 изобретений.

## Награды
- Премия имени П. П. Аносова РАН (1966) — за монографию «Металловедение сварки стали и сплавов титана»
- Орден Трудового Красного Знамени (1981)
- Государственная премия СССР (1984)
- Почётное звание «Заслуженный деятель науки Российской Федерации» (2000) — за заслуги в научной деятельности[1]

### Из библиографии
- Сварка титана и его сплавов / М. Х. Шоршоров, Г. В. Назаров. - Москва : Машгиз, 1959. - 136 с.
- Металловедение сварки стали и сплавов титана / М. Х. Шоршоров. - Москва : Наука, 1965. - 336 с.
- Испытания металлов на свариваемость / М. Х. Шоршоров, Т. А. Чернышова, А. И. Красовский. - Москва : Металлургия, 1972. - 240 с.
- Особенности микропластического течения в приповерхностных слоях материалов и их влияние на общий процесс макропластической деформации  / В. П. Алехин, М. Х. Шоршоров. — Москва : [б. и.], 1973. — 81 с.; — (Препринт/ АН СССР. Ин-т металлургии им. А. А. Байкова; № 1).
- Клинопрессовая сварка давлением разнородных металлов / М. Х. Шоршоров, В. А. Колесниченко, В. П. Алехин. - Москва : Металлургия, 1982. - 112 с.
- Ультрадисперсное структурное состояние металлических сплавов / М. Х. Шоршоров; Рос. акад. наук. Ин-т металлургии и металловедения им. А. А. Байкова. - Москва : Наука, 2001. - 154 с.; ISBN 5-02-005212-4